# Balham (Ardennes)
Balham település Franciaországban, Ardennes megyében. Lakosainak száma 150 fő (2022. január 1.). Balham Aire, Asfeld, Blanzy-la-Salonnaise, Gomont és Saint-Germainmont községekkel határos.

## Népesség
A település népességének változása:
| Lakosok száma | 114  | 95   | 103  | 135  | 116  | 125  | 152  | 163  | 169  | 150  |
|               | 1968 | 1982 | 1990 | 2006 | 2013 | 2015 | 2017 | 2019 | 2020 | 2022 |